# غوشناطية جبلية
غوشناطية جبلية (الاسم العلمي:Gochnatia montana) هي نوع من النباتات تتبع جنس الغوشناطية من الفصيلة النجمية.